# 安妮长公主
長公主安妮（英語：Anne, Princess Royal，1950年8月15日—），全名為安妮·伊利沙伯·愛麗絲·路易絲（英語：Anne Elizabeth Alice Louise），是英國王室成員。她是伊利沙伯二世與愛丁堡公爵菲臘親王的第二個孩子及獨女，也是查理斯三世唯一的妹妹。安妮出生時位列英國王位繼承順序第三位，現居第18位，並自1987年起終身擁有「長公主」頭銜。
安妮出生於克拉倫斯宮，曾就讀於貝嫩登學校，成年後開始履行王室職責。她成為受人尊敬的馬術運動員，分別在1971年和1975年歐洲三項賽錦標賽上獲得一枚金牌和兩枚銀牌。在1976年，她成為首位參加奧林匹克運動會的英國王室成員。1988年，安妮成為國際奧林匹克委員會成員。
安妮代表君主履行官方職責與活動。她是超過300個組織的贊助人或主席，包括“科學和工程領域的女性倡議”、健康騎士與照顧者信托基金。她的慈善工作聚焦於體育、科學、殘疾人士及發展中國家的醫療。她與救助兒童會合作逾五十年，並多次走訪其項目。
安妮於1973年與陸軍上尉馬克·菲利普斯結婚；兩人於1989年分居，1992年離婚。他們育有兩名子女——彼得·菲利普斯與扎拉·廷德爾，以及五名孫輩。1992年離婚後數月內，安妮與海軍中校（後升為中將）提摩西·勞倫斯結婚，兩人相識於1986至1989年勞倫斯擔任其母皇室侍從武官期間。

## 早年生活與教育

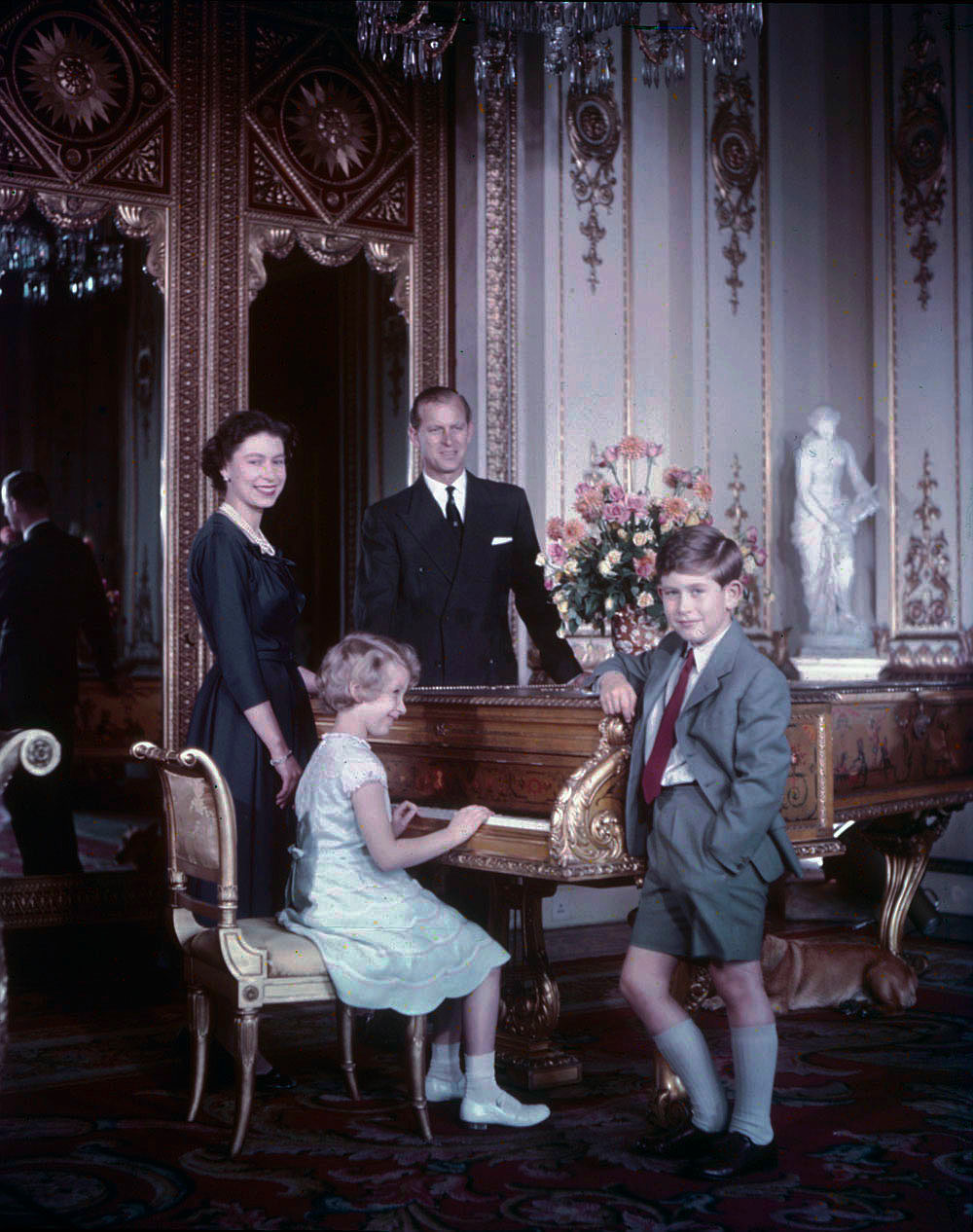
1957年10月，安妮與她的父母及兄長查理斯。

1950年8月15日，安妮於英國夏令時間上午11:50在克拉倫斯宮出生，當時她的外祖父喬治六世在位。她是愛丁堡公爵夫人伊利沙伯公主（後來的女王伊利沙伯二世）與愛丁堡公爵菲臘親王的第二個孩子及唯一的女兒。海德公園鳴放21響禮炮以宣告她的誕生。安妮於1950年10月21日在白金漢宮的音樂廳由約克大主教西里爾·加貝特施洗。出生時，她在英國王位繼承順序中排名第三，僅次於她的母親與兄長查理斯。1952年她的外祖父逝世及母親繼位後，她升至第二位；目前她排名第18位。
一位名為凱瑟琳·皮布爾斯（Catherine Peebles）的女家庭教師被任命照顧安妮及其兄弟查理斯、安德魯與愛德華。皮布爾斯負責安妮在白金漢宮的早期教育。由於當時年齡太小，安妮並未參加母親在1953年6月的加冕典禮。
1959年5月，女童軍組織白金漢宮第一連（1st Buckingham Palace Company，包含聖三一布朗普頓小女童軍（Holy Trinity Brompton Brownie）小隊）重新成立，目的是讓安妮能與同齡女孩社交，如同她的母親與姑姑瑪嘉烈公主童年時一樣。該組織一直活躍至1963年，當時安妮進入寄宿學校就讀。安妮於1963年入讀貝嫩登學校。1968年，她離開學校時獲得了六科GCE O-Level及兩科A-Level成績。1969年，18歲的安妮開始履行王室職責 。
1970年，安妮曾與安德魯·帕克·鮑爾斯短暫交往，後者後來娶了卡米拉·尚德。卡米拉後來成為安妮的兄長查理斯三世的第二任妻子及王后。安妮也曾與奧運馬術選手理查德·米德傳出短暫緋聞。

## 馬術
1971年春季，安妮公主在拉沙爾馬術比賽（Rushall Horse Trials）中獲得第四名。21歲時，她與自家培育的馬匹Doublet一同贏得歐洲三項賽錦標賽個人冠軍，並於1971年當選BBC年度體壇風雲人物。她還曾在賽馬中獲勝，參加過桑當公園賽馬場的盛大軍事障礙賽（Grand Military Steeplechase）和雅士谷賽馬場的鑽石錦標。

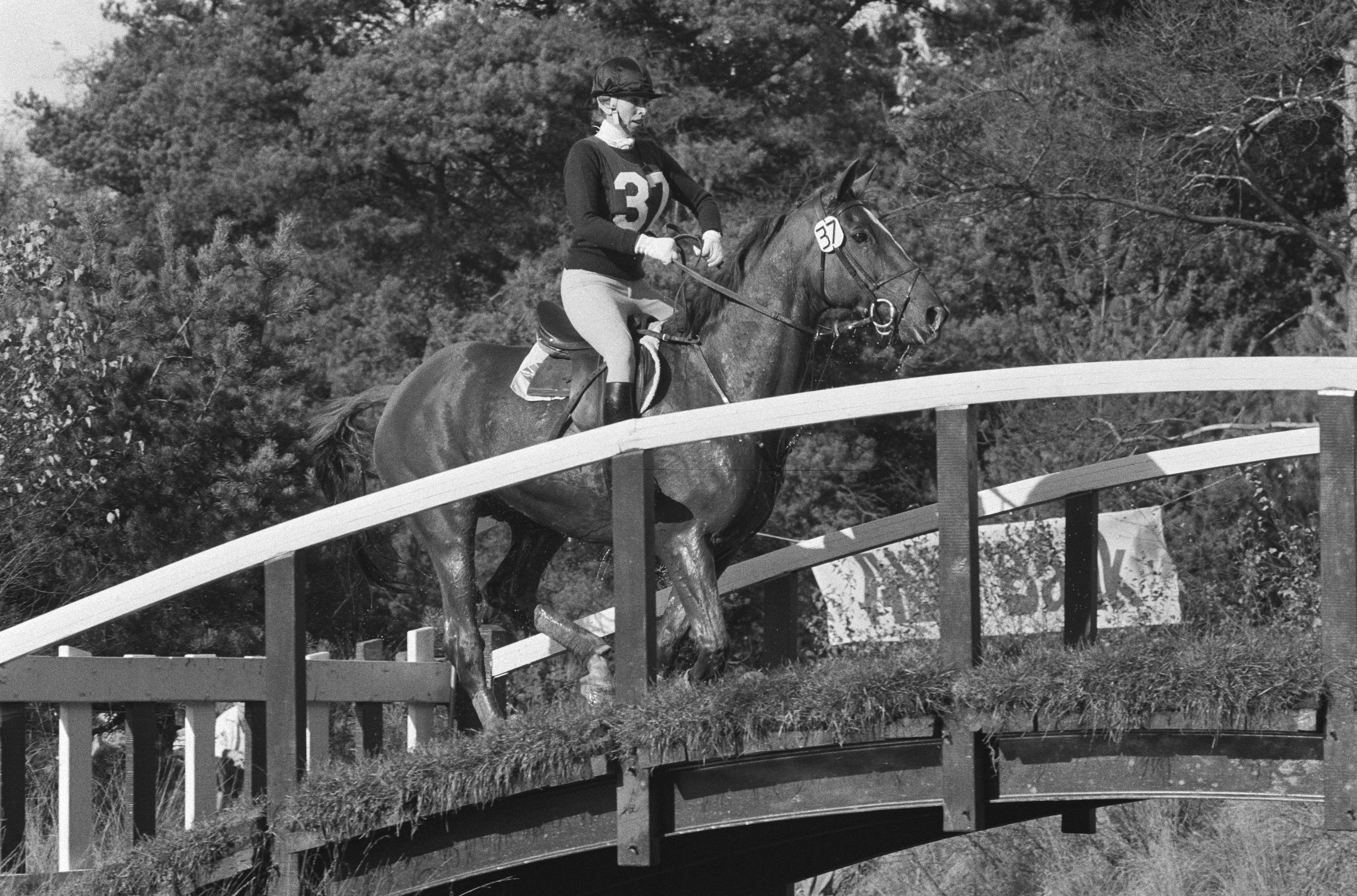
1980年，安妮在荷蘭的一場比賽中騎馬。

安妮還曾代表英國三項賽隊參賽超過五年，並在1975年歐洲三項賽錦標賽中獲得個人和團體銀牌。次年，她作為英國隊成員參加了1976年蒙特利爾奧運會，騎乘女王的馬匹“Goodwill”參加三項賽。安妮在比賽中途因腦震盪摔落馬背，但重新上馬並完成賽事；她表示自己不記得後續的跳躍過程。英國隊因兩匹馬受傷而退出比賽。她在1974年伯明頓賽馬會中獲得第四名，1979年獲得第六名，並在1971年至1979年間五次參加該賽事。1985年，她參加了葉森打吡大賽的一場慈善賽馬，獲得第四名。
安妮於1986年至1994年間擔任國際馬術總會主席。1987年2月5日，她成為首位參加電視問答節目的王室成員，參與了BBC電視節目《A Question of Sport》。自1971年起，公主一直擔任殘障人士馬術協會的贊助人，並於1985年成為其主席，至今仍擔任該職位。
2024年6月，安妮因疑似被馬匹腿部或頭部撞擊導致輕傷和腦震盪，被送往南米德醫院。

## 婚姻與子女

### 與馬克·菲利普斯的婚姻
安妮於1968年在一場馬術愛好者的聚會上結識了第1女王龍騎兵衛隊中尉馬克·菲利普斯。兩人於1973年5月29日宣布訂婚。1973年11月14日，兩人在西敏寺舉行電視轉播的婚禮，估計有1億觀眾收看。婚後，他們定居於蓋特康比公園。按照王室慣例，菲利普斯本可獲授伯爵爵位，但他拒絕接受，因此他們的子女未獲任何頭銜。安妮與菲利普斯育有兩名子女：彼得·菲利普斯（生於1977年）和扎拉·菲利普斯（生於1981年）。兩人現有五名孫輩。  
1989年8月31日，安妮與菲利普斯宣布分居，此前兩人極少公開露面且各自傳出緋聞。他們共同撫養子女，並聲明「暫無離婚計劃」。1992年4月13日，王室宣布安妮申請離婚，並於十天後正式生效。

### 與蒂莫西·勞倫斯爵士的婚姻

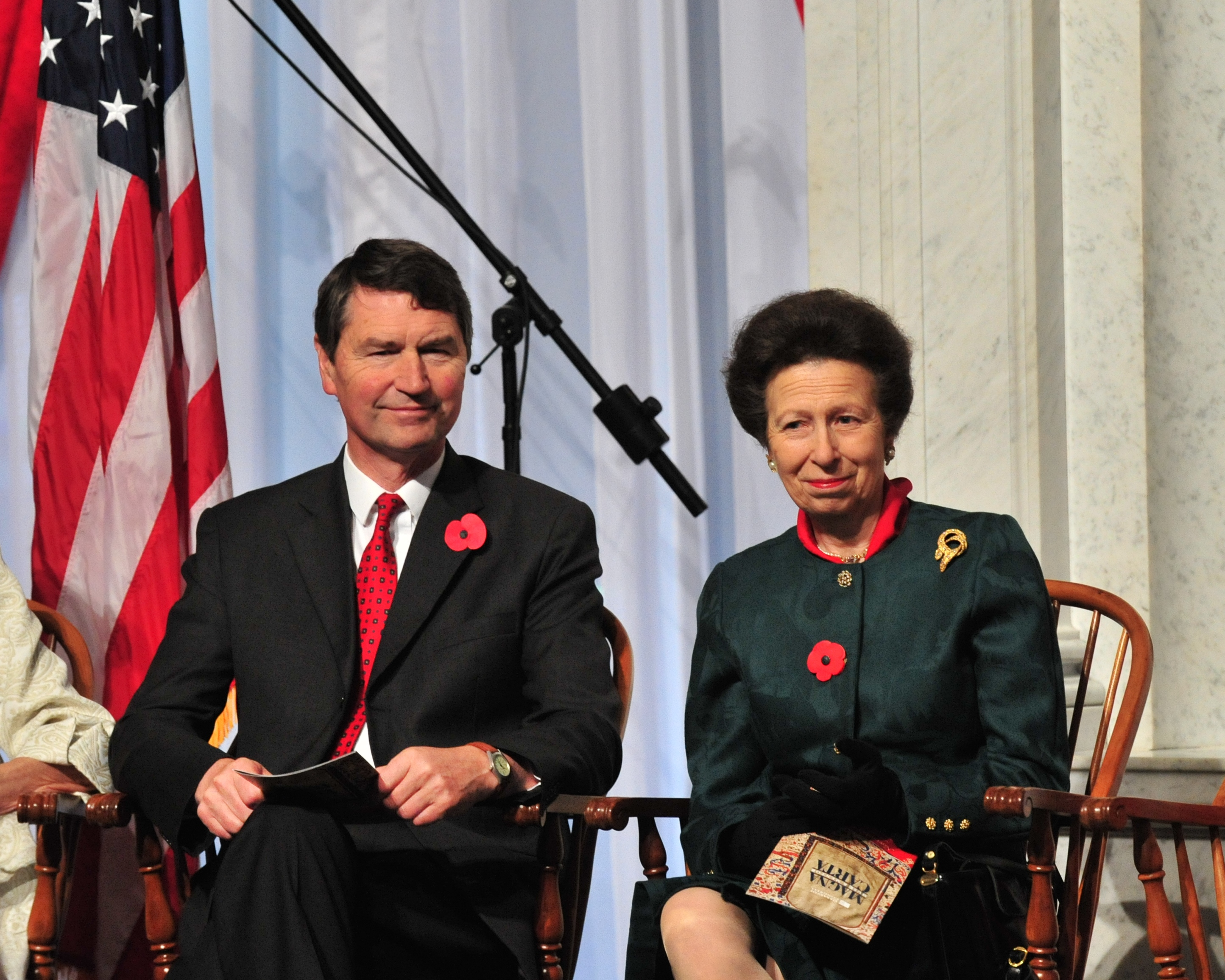
2014年的安妮公主與第二任丈夫蒂莫西·勞倫斯爵士。

安妮在不列顛尼亞號上結識了英國皇家海軍中校蒂莫西·勞倫斯，當時他擔任女王皇室侍從武官。兩人關係於1989年初升溫。同年，《太陽報》曝光了勞倫斯寫給安妮的私人信件。1992年12月12日，兩人在蘇格蘭巴爾莫勒爾城堡附近的克拉西教堂結婚。婚禮僅邀請約30名賓客，安妮身穿白色短裙套裝，頭戴白花髮飾。由於蘇格蘭教會允許離婚者在特定情況下再婚，安妮成為維多利亞女王孫女薩克森-科堡-哥達的維多利亞·梅麗塔公主後首位再婚的王室成員。
她的訂婚戒指為「兩側各鑲三顆鑽石的凸圓形藍寶石」。婚後，賓客前往克雷戈萬莊園（Craigowan Lodge）舉行私人慶宴。勞倫斯未獲爵位，但於2011年受封騎士。

## 綁架未遂事件
1974年3月20日，安妮與馬克·菲利普斯在返回白金漢宮途中，其勞斯萊斯座車於帕摩爾遭一輛汽車逼停。該車駕駛伊恩·鮑爾（Ian Ball）持手槍下車射擊。安妮的隨扈督察詹姆斯·比頓立即下車掩護並試圖制伏鮑爾，但其配槍瓦爾特PPK卡彈，反遭鮑爾擊傷。安妮的司機亞歷克斯·卡倫德（Alex Callender）試圖奪槍時亦中彈。在場的小報記者布萊恩·麥康奈爾（Brian McConnell）介入協助，胸部中彈。
鮑爾逼近安妮座車，聲稱意圖綁架她以勒索200萬。他命令安妮下車，遭其回絕：「想都別想！」（Not bloody likely!）據傳安妮曾考慮反擊鮑爾。1983年，安妮在電視節目《帕金森》中提及此事，稱當時對鮑爾「刻意保持禮貌」，因認為「在那種情況下過度激怒對方並不明智」。
安妮與其宮廷女官羅威娜·布拉西（Rowena Brassey）從轎車另一側逃離。路過的退役拳擊手羅恩·羅素（Ron Russell）擊倒鮑爾並護送安妮脫險。此時，警員麥可·希爾斯（Michael Hills）恰經現場，雖遭鮑爾槍擊，但已通報警力支援。偵探警員彼得·埃德蒙茲隨後趕到並逮捕鮑爾。比頓事後坦言當時王室維安薄弱：「我毫無支援…沒有後備車輛，訓練也嚴重不足。但當時我們認為不會出事。如今（維安）已高度專業化。」此事件後，單一隨扈制度廢除，瓦爾特PPK手槍亦被汰換。
比頓、希爾斯、卡倫德與麥康奈爾均送醫康復。比頓因護主獲頒喬治十字勳章；希爾斯與羅素獲喬治勳章；卡倫德、麥康奈爾與埃德蒙茲則獲女王英勇勳章。安妮曾赴醫院探視比頓致謝。雖盛傳女王代償羅素房貸，但實為誤傳：羅素2020年透露，因聽信警員建議而停繳房貸，險些導致房屋遭法拍。
鮑爾對謀殺未遂與綁架指控認罪。2024年3月，他仍因精神分裂症診斷拘禁於布羅德莫精神病院。
此事件成為格拉納達電視紀錄劇《綁架公主》（To Kidnap a Princess，2006年）主題，並啟發湯姆·克蘭西小說《愛國者遊戲》情節。

## 活動

### 公開露面

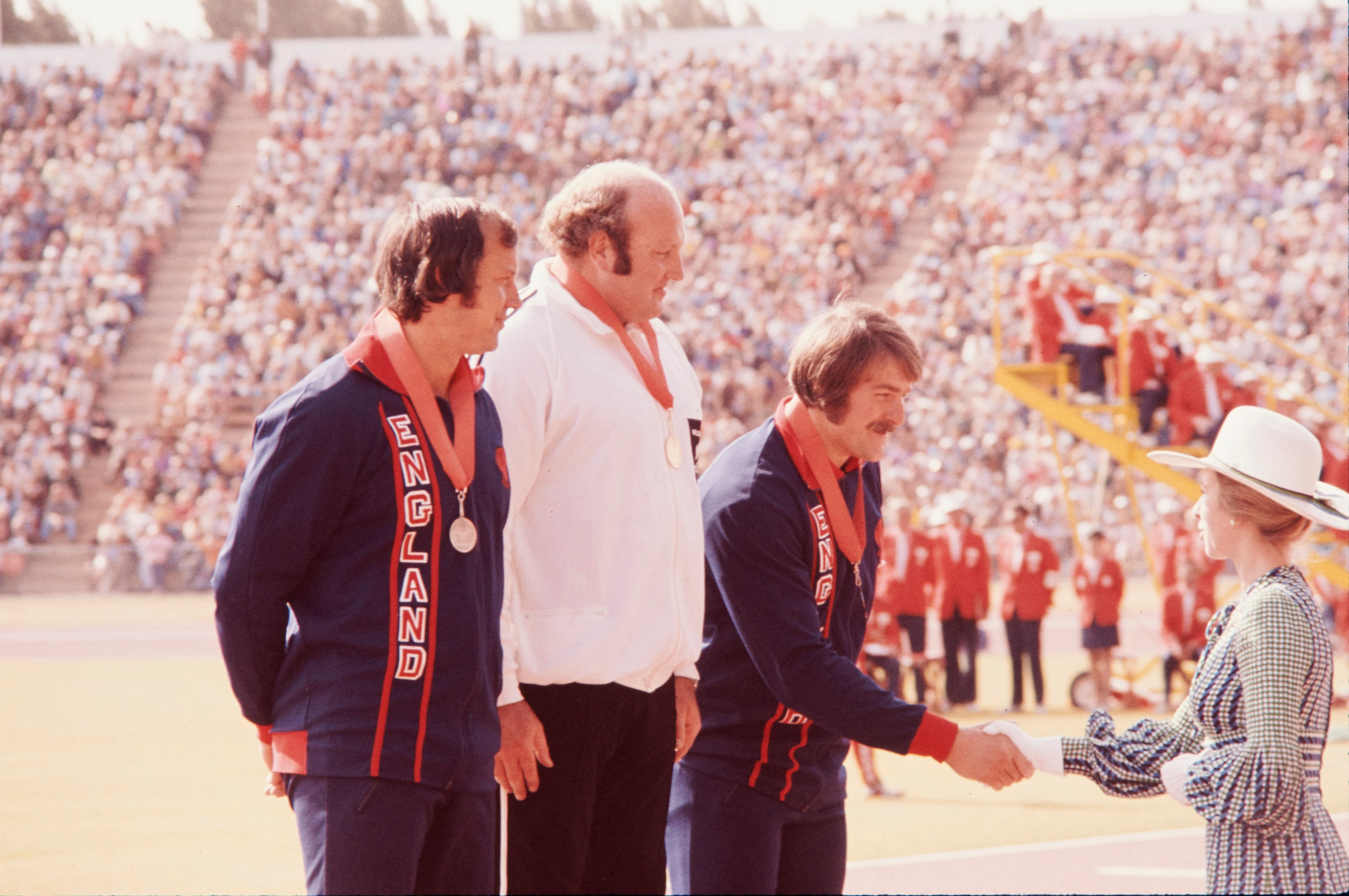
安妮在1974年英聯邦運動會上。

安妮代表君主履行多項職責與公開活動。時任加拿大女王秘書的凱文·S·麥克勞德於2014年如此評價安妮：「她的信條是『讓我保持忙碌。我來此工作是為了行善，也是為了盡可能接觸更多人』。」。2017年12月有報導指出，安妮在該年執行的官方活動數量居王室成員之冠，甚至超過其母女王。在眾多王室訪問中，安妮曾造訪挪威、牙買加、德國、奧地利、新西蘭及澳洲。

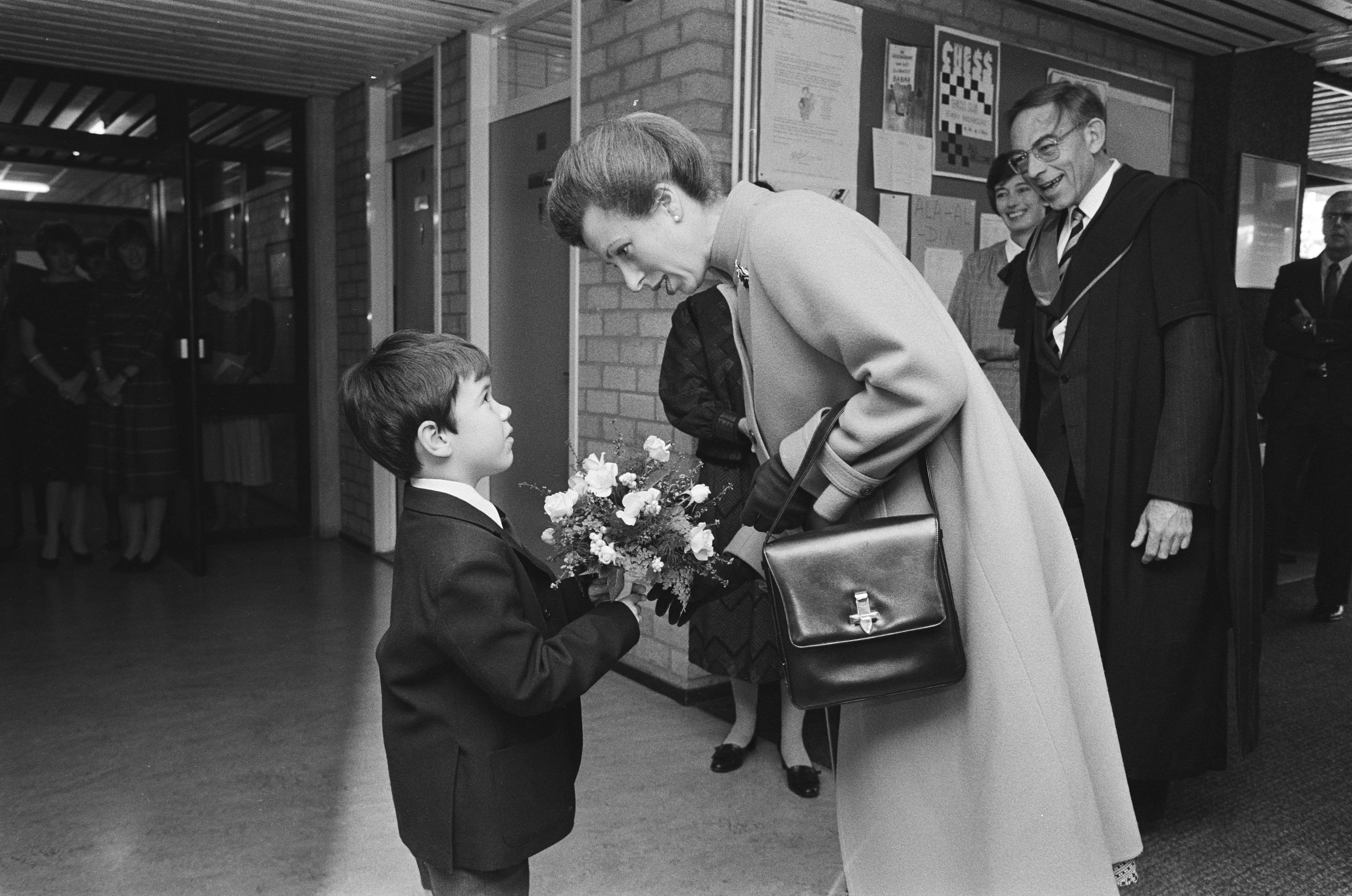
1984年，安妮訪問荷蘭英國學校。

安妮首次公開活動是1969年於什罗普郡為一所教育培訓中心揭幕。她每年代表英國進行最多三次海外訪問，自中學畢業後便開始執行海外行程，同年即陪同父母對奧地利進行國事訪問。她首次澳洲之行是1970年隨父母出訪，此後多次以澳洲軍團榮譽司令身份重返執行官方職務，或參與紀念活動如2009年2月22日在墨爾本為2009年維多利亞森林大火遇難者舉行的國家追悼會。1990年，她成為首位對蘇聯進行官方訪問的王室成員，當時是應總統米哈伊爾·戈爾巴喬夫及其政府邀請。

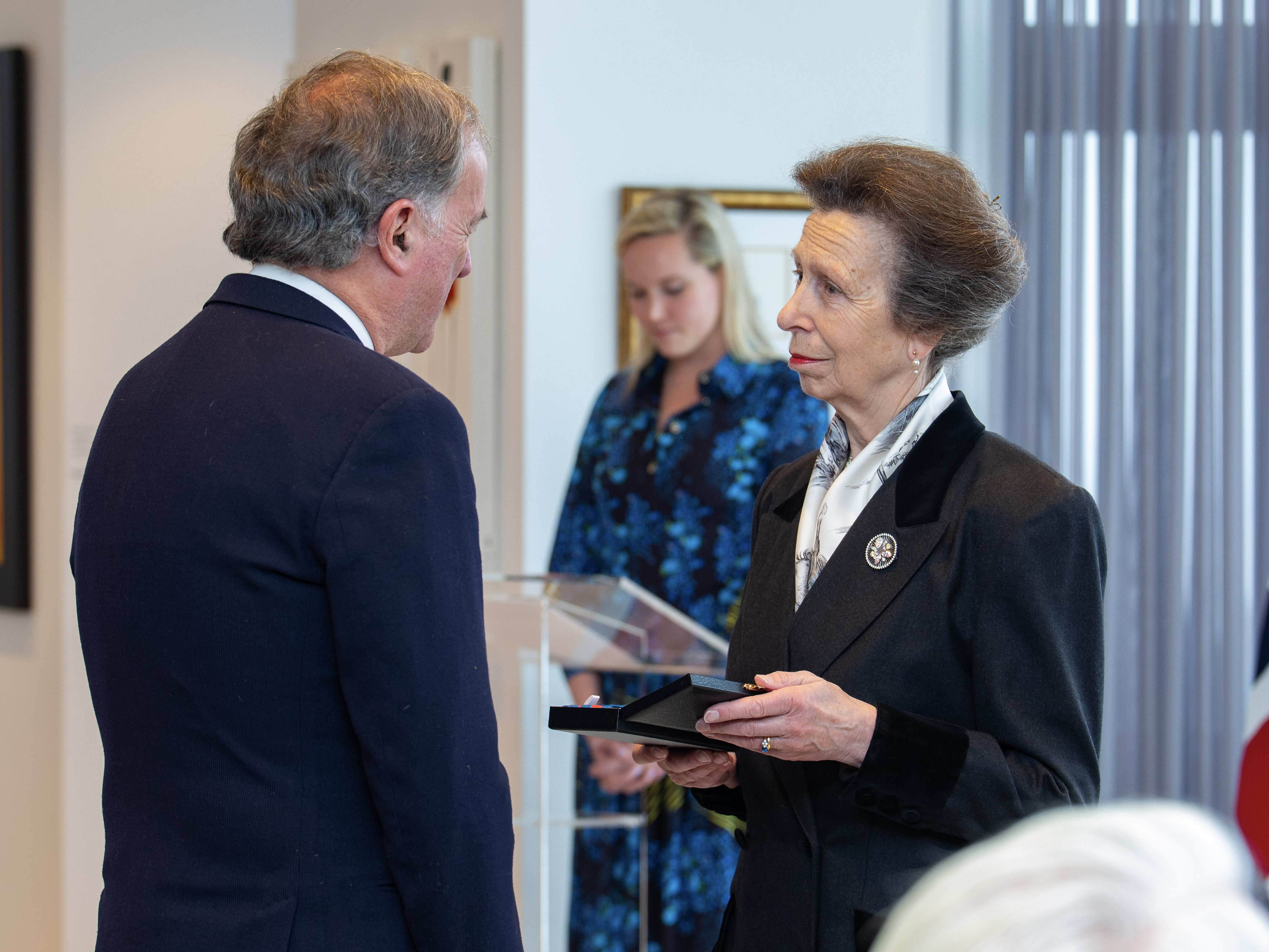
2022年，安妮主持授勳儀式。

2016年8月，她重返俄羅斯訪問阿爾漢格爾斯克，紀念苦行者行動75週年，該行動是二戰北極船團首批任務之一。2016年9月，安妮因胸部感染取消官方行程。2016年10月下旬，她赴馬來西亞砂拉越進行為期兩天的考察。2022年4月，安妮與丈夫出訪澳洲與巴布亞新幾內亞，慶祝女王白金禧。2022年9月12日，安妮於愛丁堡聖吉爾斯大教堂成為首位參與守靈儀式的女性，為母親靈柩守護。該儀式於9月16日在西敏廳再度舉行。後續披露顯示，她是在母親逝世時，與醫生共同簽署死亡證明的見證者。

### 贊助項目

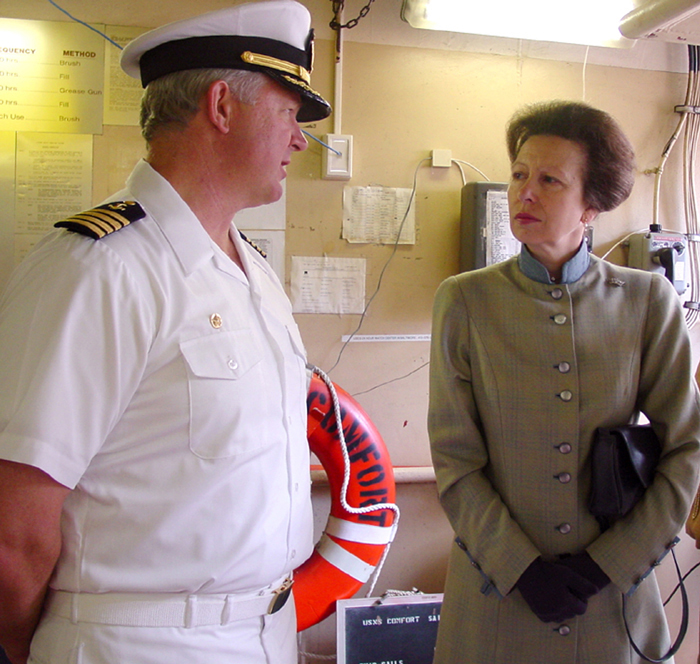
2002年7月11日，安妮訪問停泊於南安普敦的安慰號醫療船。

安妮以官方身份參與超過200個慈善機構與組織。她長期為救助兒童會工作，1970年至2017年間擔任會長，2017年起出任贊助人。她曾訪問該機構於孟加拉、塞拉利昂、南非、莫桑比克、埃塞俄比亞及波斯尼亞和黑塞哥維那的項目。因其貢獻，1990年她獲贊比亞總統肯尼思·卡翁達提名諾貝爾和平獎。1991年，她創立長公主照護者信托基金。作為聖約翰救傷隊少年團總指揮，她通過每年出席大長官獎招待會，助力培養眾多年輕人。她亦是聖安德魯斯急救會贊助人。2021年，她成為營運全球最大非政府醫療船的國際慈善組織“Mercy Ships”贊助人。
安妮以行政人員身份擔任英國於國際奧委會的代表，並曾為倫敦奧運組委會成員。她同時擔任英國奧林匹克協會會長。2014年，安妮代表英國出席俄羅斯索契冬奧會。1985年，她在擔任贊助人十四年後成為殘疾人士馬術協會會長。她與學生體育保持聯繫，並擔任英國大學與院校體育贊助人。
1981年伊利沙伯王太后退休後，安妮獲倫敦大學畢業生選舉為校監，並任職至今。1973至2001年間，她擔任英國電影和電視藝術學院會長。1996年5月，安妮出任蘇格蘭教會大會的女王陛下高級專員，並於2017年再度擔任。2007年，女王任命她為皇家維多利亞勳章大長官，此職位其祖母亦曾擔任。她是皇家學會皇家院士及英國醫學科學院院士。皇家院士為由學會理事會推薦選出的皇室成員。截至2022年，皇家學會共有四位皇家院士：安妮、威爾斯親王威廉、肯特公爵愛德華王子及國王查理斯。她是醫學科學院首位皇家院士。2011年3月31日，安妮接替卸任的父親當選愛丁堡大學校監。同年，她接替父親出任倫敦城市行業協會會長、三一宮公司總管及皇家藝術學會會長。安妮擔任其父創立的英聯邦研究會議會長。2023年，她接替肯特公爵出任英聯邦國殤紀念墳場管理委員會會長。

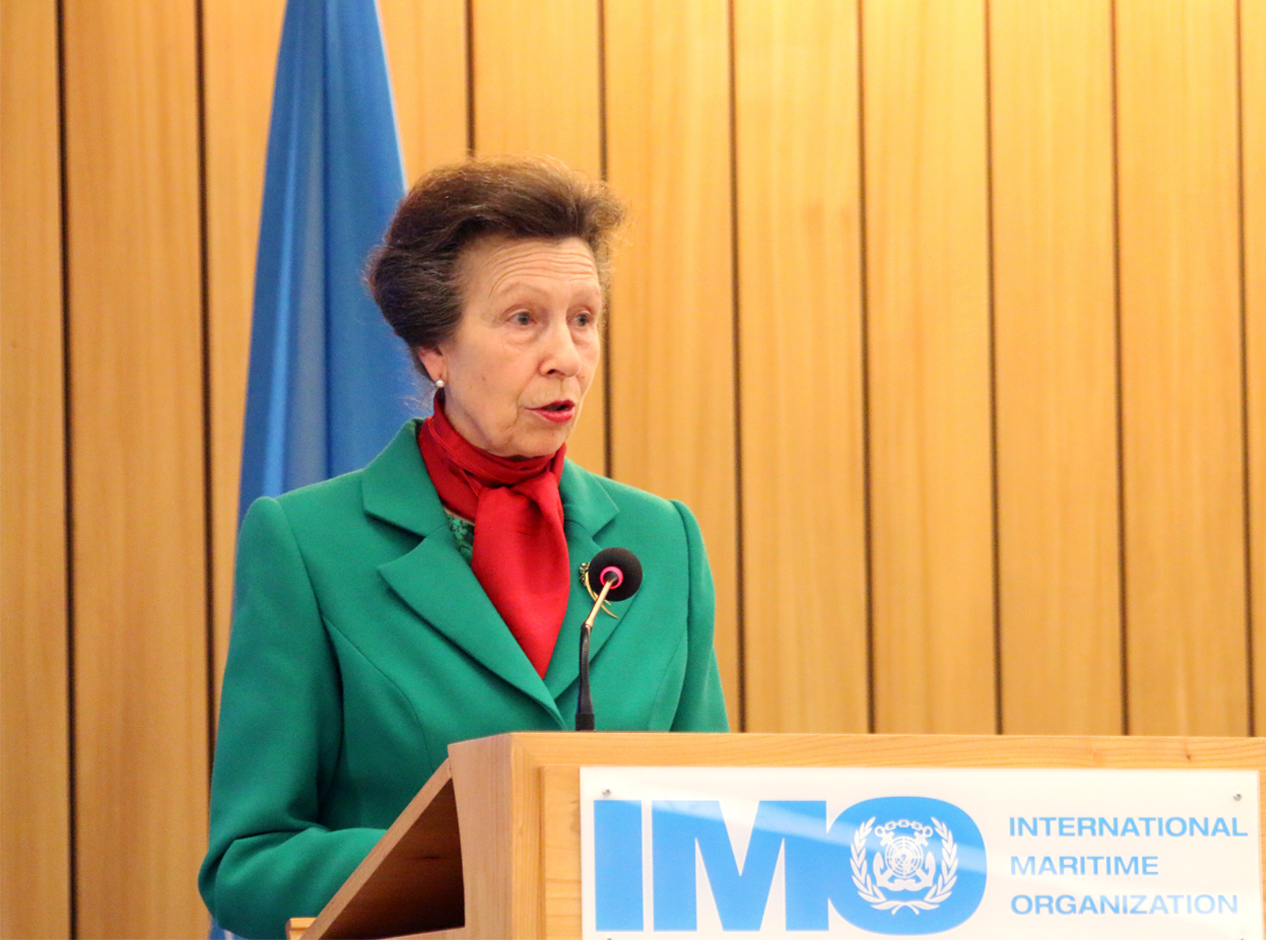
2018年，皇家公主於第100屆海事安全委員會會議發言

安妮是“Transaid”的贊助人，該機構由救助兒童會與特許物流與運輸學會創立，旨在為發展中國家提供安全可持續的交通。她亦是鼓勵年輕女性投身科學、工程及建築領域的組織“科學和工程領域的女性倡議”的皇家贊助人。自2002年起，她擔任皇家全國兒童基金會贊助人，2016年起擔任工業遺產博物館布里斯托航空航天贊助人。2022年，安妮獲委任為國家燈塔博物館「照亮未來世代」活動榮譽主席，該項目旨在為博物館畫廊籌款。
1986年，她獲任命為卡門公司總管。2001年，她成為農夫公司總管。2017年，安妮出任魚商公司首席監護人及格雷沙姆學校理事。2025年，安妮獲宣布為長者之友（Friends of the Elderly）贊助人，接替伊利沙伯二世擔任逾六十年的職務。

## 公眾形象與風格

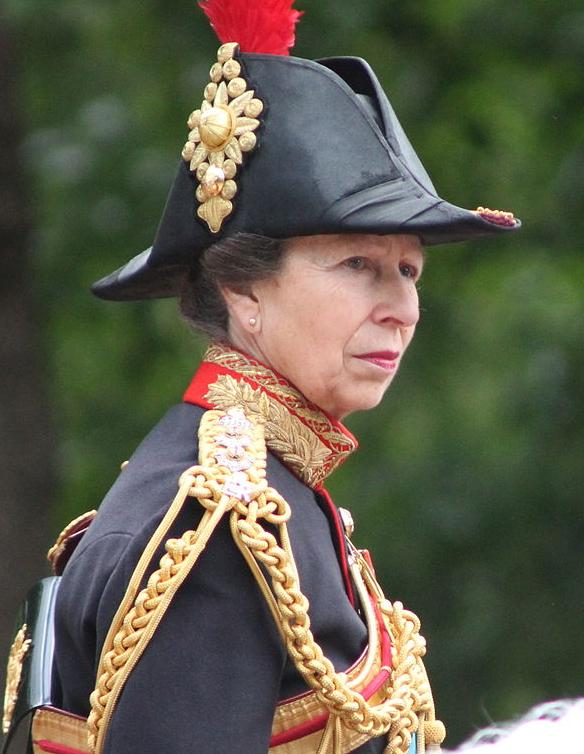
安妮長公主是少數經常穿著軍裝的皇室女性成員之一。

安妮被稱為皇室「最可靠的支柱」和「傳統公共服務的燈塔」，自18歲生日以來已執行超過20,000次公務活動。成年初期，她因選擇不讓子女使用頭銜而被視為「皇室叛逆者」，儘管她是「繼承人的備胎」。媒體常形容年輕的安妮「冷漠」且「傲慢」，給她取了的綽號。她在1982年巴德明頓馬術比賽上對攝影師說「滾開」引發爭議。《名利場》寫道，安妮「以繼承父親著名的尖銳言辭和刻薄機智聞名」。關於早期的公眾角色，她說：「這不只是『我能完成這件事就打勾嗎？』不，這是關於服務……我大概花了10年才真正有信心參與救助兒童會的公開辯論，因為你需要了解實際運作方式，這需要非常廣泛的接觸。所以我早期的旅行非常重要。」安妮經常被評為「最勤奮的皇室成員」。她在2002年至2022年間執行了11,088次公務，超過其他任何皇室成員。
安妮仍是英國最受歡迎的皇室成員之一。《每日電訊報》編輯卡米拉·托米尼稱她為「國寶」，寫道她「被譽為偉大的英國怪人之一」，其職業道德提升了她的聲譽。托米尼寫道，安妮的公眾角色是「禮儀嚴師與偶爾打破規則者的矛盾結合」。據報導，安妮「堅持自己化妝和做頭髮」，並自行駕車參加活動，曾因遲到兩次超速罰款認罪。她不在公眾巡視時與民眾握手，說「理論是你不能和所有人握手，所以不要開始。」公眾曾看到她「在加特康修籬笆」和「在女兒的馬術比賽排隊上流動廁所」。她的聲譽還來自對非主流事業的支持，如“Wetwheels”基金會推動無障礙航行和國家燈塔博物館。在60歲和70歲生日時，BBC和《名利場》都問她是否會退休，她兩次否認，引用父母的榜樣以及對皇室職責的承諾。安妮的公眾形象被描述為「對愚人不耐煩」，同時保持「仍令人印象深刻的優雅與禮貌」。
英國《Vogue》編輯愛德華·恩寧弗說：「安妮是真正的時尚偶像，在我們其他人真正了解可持續時尚之前，她已經實踐了這一點。」她的風格以永恆著稱；她幾乎只穿英國品牌，粗花呢和定制套裝是她的標誌。她以重複穿搭聞名，例如她在1981年查理斯王子與戴安娜·史賓沙女爵的婚禮和2008年露絲·吉爾曼女勳爵婚禮上穿的印花裙。安妮是英國時尚與紡織協會的贊助人。她以「大膽圖案和鮮豔色彩」著稱。她的風格選擇常反映馬術興趣和快節奏行程的實用性。在1970和1980年代，她常被拍到穿著泡泡袖、開衫、鮮豔印花和多色條紋等潮流。安妮也是少數穿軍裝的皇室女性。據《衛報》，她在皇室活動中「很少不戴胸針」。她的帽飾風格包括騎師帽和多色大膽圖案的帽子。她在2020年倫敦時裝周頒發伊莉莎白二世英國設計獎。安妮三次登上英國《Vogue》封面；21歲時首次出現在1971年9月號，之後在1973年5月和11月號紀念與馬克·菲利普斯的訂婚。她是2020年5月《名利場》封面故事人物。2024年，《尚流》將她列入最優雅歐洲皇室成員名單。
安妮是首位被判定犯有刑事罪行的皇室成員。2002年11月，她因違反《1991年危險犬類法》被控「放任犬隻危險失控」罪名成立，罰款500英鎊。

## 稱號、頭銜、榮譽與紋章

安妮公主的花押字。

### 稱號與頭銜
安妮是第七任長公主，此頭銜僅授予君主最年長的女兒。上一任持有者是喬治五世的女兒哈活伯爵夫人瑪麗公主，即安妮的姑婆。

### 榮譽
安妮是嘉德勳章的皇家騎士、薊花勳章的超額騎士、皇家維多利亞勳章的首領與大十字騎士勳章、聖約翰勳章的聖約翰執事大十字勳銜、伊利沙伯二世皇室勳章的獲授勳者、查爾斯三世王室勳章的獲授勳者，以及君主的私人副官。

## 子孫
| 名字          | 出生日期       | 婚姻                            | 婚姻        | 子嗣                                        |
| ------------- | -------------- | ------------------------------- | ----------- | ------------------------------------------- |
| 彼得·菲利浦斯 | 1977年11月15日 | 2008年5月18日 2021年6月14日離婚 | 奧特姆·凱利 | - 薩凡娜·菲利浦斯 - 艾拉·菲利浦斯           |
| 扎拉·菲利浦斯 | 1981年5月15日  | 2011年7月30日                   | 邁克·廷德爾 | - 米婭·廷德爾 - 雷娜·廷德爾 - 魯卡斯·廷德爾 |

## 外部連結
- 英國王室官方網站中的頁面 （页面存档备份，存于）（英文）
- 加拿大政府官方網站中的The Princess Royal （页面存档备份，存于）（英文）
- 英國國家肖像館中的Princess Anne肖像 （英文）
- 安妮长公主在Olympics.com的个人资料和比赛数据（英文）
- Princess Anne在互联网电影资料库（IMDb）上的資料（英文）
- C-SPAN內的頁面（英文）

| 安妮长公主 溫莎王朝出生于：1950年8月15日       | 安妮长公主 溫莎王朝出生于：1950年8月15日 | 安妮长公主 溫莎王朝出生于：1950年8月15日      |
| ---------------------------------------------- | ---------------------------------------- | --------------------------------------------- |
| 前任者： 路易絲·蒙巴頓-溫莎女勳爵              | 英國王位繼承 第18位                      | 下一順位： 彼得·菲利浦斯                      |
| 英國皇族                                       |                                          |                                               |
| 空缺上一位持有相同頭銜者：哈活伯爵夫人瑪麗公主 | 長公主 1987年至今                        | 現任                                          |
| 學術機關職務                                   |                                          |                                               |
| 前任者： 伊利沙伯王太后                        | 倫敦大學校監 1981年至今                  | 現任                                          |
| 前任者： 愛丁堡公爵                            | 愛丁堡大學校監 2011年至今                | 現任                                          |
| 新建立                                         | 高地與群島大學校監 2012年至今            | 現任                                          |
| 新建立                                         | 哈珀亞當斯大學校監 2013年至今            | 現任                                          |
| 新建立                                         | 健康科學大學校監 2024年至今              | 現任                                          |
| 榮銜                                           |                                          |                                               |
| 前任者： 伊利沙伯王太后                        | 皇家維多利亞勳章首領 2007年至今          | 現任                                          |
| 前任者： 亨利·庫珀                             | BBC年度體壇風雲人物 1971年               | 繼任者： 玛丽·彼得斯                          |
| 聯合王國排位名單                               |                                          |                                               |
| 前任者： 愛丁堡公爵夫人                        | 女士 長公主殿下                          | 下一順位： 艾杜亞度·馬佩利·莫茨夫人碧翠絲公主 |